# Wapen van Zeddam

Wapen van Zeddam

Het wapen van Zeddam toont: een "een schild van lazuur, beladen met een groenen berg, op de welke is geplaatst een jagthuis van goud met een gouden hoorn boven hetzelfde". Het wapen werd op 23 september bij besluit van Hoge Raad van Adel aan de gemeente bevestigd.

## Geschiedenis
In 1816 kreeg de voormalige gemeente Zeddam bij herhaling een oproep om een wapen voor de gemeente in te dienen, waaraan burgemeester Philippe Jacques de Bellfroid voldeed. Hij zond een tekening van een wapen bestaande uit een berg (Montferland) met daarop het jachthuis van de graaf van den Bergh. Het huis was voorzien van drie ramen en een hertengewei met daarboven een waldhoorn. Aan de voet van die berg drie bomen. Dit alles gedekt met een gouden markiezenkroon van vijf bladen. Het voorstel ondervond geen bezwaar bij de Hoge Raad van Adel. Het wapendiploma is tegenwoordig niet meer voorhanden, wel bewaard gebleven is de originele tekening van het wapen zoals de Hoge Raad van Adel deze uiteindelijk ontwierp. Dat ontwerp kent slechts enkele kleine wijzigingen zoals een boom minder, twee ramen minder daarnaast werd de kroon achterwege gelaten. Het blijkt niet uit het gemeentearchief van Zeddam dat het wapen ook daadwerkelijk gebruikt werd, echter de plaatselijke VVV ging het gebruiken en maakte er reproducties van, waardoor het wapen tegenwoordig een toeristische waarde heeft. Het jachthuis van Oswald III van den Bergh bestaat nog altijd en is tegenwoordig in gebruik als restaurant.

## Bron
- Gemeentewapens, Jaarboek Achterhoek en Liemers 1982. Oudheidkundige vereniging "De Graafschap" Uitgave Walburg pers.

Aalst · 
Ammerzoden · 
Angerlo · 
Appeltern · 
Batenburg · 
Beesd · 
Beltrum · 
Bemmel · 
Bergharen · 
Bergh · 
Beusichem · 
Borculo · 
Brakel · 
Buurmalsen · 
Deil · 
Didam · 
Dinxperlo · 
Dodewaard ·
Doornspijk ·
Dreumel ·
Driel ·
Echteld ·
Eibergen ·
Elst ·
Est en Opijnen ·
Everdingen ·
Ewijk ·
Gameren ·
Geesteren · 
Geldermalsen · 
Gendringen · 
Gendt ·
Groenlo ·
Groesbeek ·  
Haaften ·
Hedel ·
's-Heerenberg ·
Heerewaarden ·
Hemmen ·
Hengelo ·
Herwen en Aerdt ·
Herwijnen ·
Heteren ·
Heukelum ·
Hoevelaken ·
Horssen ·
Huissen ·
Hummelo en Keppel ·
Hurwenen  ·
Kerkwijk ·
Keppel ·
Kesteren ·
Laren · 
Lichtenvoorde ·
Lienden ·
Lingewaal · 
Maurik ·
Millingen aan de Rijn ·
Nederhemert ·
Neede ·
Neerijnen ·
Netterden ·
Niftrik ·
Nijbroek ·
Ophemert ·
Overasselt ·
Pannerden ·
Poederoijen · 
Renkum ·
Rijnwaarden ·
Rossum ·
Ruurlo ·
Steenderen ·
Terborg ·
Twello ·
Ubbergen ·
Valburg ·
Varik ·
Vorden ·
Vuren ·
Waardenburg ·
Wadenoijen ·
Wamel ·
Wehl ·   
Warnsveld ·
Wisch ·
Zeddam ·
Zelhem ·
Zoelen ·
Zuilichem 

Dorps-, heerlijkheids- en stadswapens: 

Acquoy 
· Baak 
· Barlham 
· Bredevoort 
· Doreweerd 
· Elden
· Enspijk 
· Gellicum 
· Groessen 
· Hakfort 
· Hellouw 
· IJzendoorn 
· Kell  
· Lede en Oudewaard 
· Lichtenberg 
· Loil 
· Maasbommel 
· Meijnerswijk 
· Meteren 
· Middagten 
· Rhenoy 
. Rumpt
· Tricht 
· Verwolde 
· Wildenborch